# Mesochorus antilliensis
Mesochorus antilliensis là một loài tò vò trong họ Ichneumonidae.